# Paracoccidioides brasiliensis
Paracoccidioides brasiliensis (Syn. Blastomyces brasiliensis) ist ein dimorpher, primärpathogener Pilz aus der Gruppe der Fungi imperfecti (auch imperfekten Pilze, Deuteromycetes).
Dieser Pilz ist der Erreger der Südamerikanischen Blastomykose, die eine Vielzahl unterschiedlicher Hautverformungen und Geschwüre zur Folge hat, insbesondere an den Schleimhäuten und den Lymphknoten.
Die Morphologie von Paracoccidioides brasiliensis ist temperaturabhängig, in der Hefenphase bei 37 °C und der Myzelphase bis 30 °C (langsames Wachstum). Es handelt sich um 10–40 μm große, doppelt konturierte, kugelige Zellen mit multiplen Sprosszellen auf Blutagar.
Mikroskopischer Nachweis
Sprosszellen im ungefärbten Nativpräparat aus Eiter, Sputum oder anderen Exsudaten, auch als Lymphknotenhomogenisat nach Aufhellung mit 10%iger Natriumhydroxidlösung.